# Natalia Zhedik
Natalia Zhedik, en translittération française Natalia Valerievna Jedik, en russe : Наталья Валерьевна Жедик, née le 11 juillet 1988 à Leningrad, dans la République socialiste fédérative soviétique de Russie, est une joueuse russe de basket-ball. Elle évolue au poste d'ailière.